# The Modern Jazz Quartet at the Music Inn
| Recensione | Giudizio |
| ---------- | -------- |
| AllMusic   | [ 2 ]    |

The Modern Jazz Quartet at the Music Inn è un album discografico a nome The Modern Jazz Quartet Guest Artist: Jimmy Giuffre, pubblicato dalla casa discografica Atlantic Records nel novembre del 1956.

## Il disco
Tutto ebbe inizio nell'estate del 1955 in un concerto tenutosi a Red Rock Canyon nei pressi di Denver, dove erano presenti alcuni musicisti jazz provenienti da differenti parti del Paese.
Tra loro c'erano Jimmy Giuffre, proveniente dalla California e i The Modern Jazz Quartet che invece risiedevano nella parte est degli States, era il loro primo incontro, sebbene avessero ascoltato i rispettivi dischi, percependo una similitudine musicale nei loro lavori.
John Lewis da parte sua, riteneva che Giuffre fosse l'unico musicista jazz il cui modo di suonare fosse vicino allo stile del Quartetto, chiese a Giuffre di scrivere qualcosa che potesse suonare con il Quartetto e Giuffre accettò prontamente.
Più tardi, quando i loro percorsi si incrociarono brevemente a Los Angeles e di nuovo a Chicago, Lewis e Giuffre parlarono di ulteriori idee per un lavoro insieme in una sessione di registrazione.
L'opportunità di tenere una tale sessione non si presentò facilmente perché Giuffre lavorava principalmente sulla costa occidentale e il Quartetto nella parte est.
Tale occasione però avvenne nell'estate del 1956 quando Giuffre trascorse una settimana al Music Inn, luogo in cui egli ed il Quartetto poterono pianificare la loro collaborazione.
Giuffre appare con il Quartetto in tre brani, una delle quali, una propria composizione dal titolo Fun (divertimento) che come ebbe a spiegare, la intitolò così in quanto si sentiva in tale modo a suonare con il Quartetto, il pezzo ha una melodia sottile, almeno nella fase di apertura, rendendolo un po' coinvolto nella forma per dargli un po' di buon umore.
A Fugue for Music Inn di Lewis è l'ultima aggiunta alla serie di fughe di grande successo che sono state create dal Quartetto, come: Vendome, Concorde e Versailles, il brano porta l'idea di un notevole passo in avanti con l'aggiunta del clarinetto di Giuffre ed è completamente improvvisato tranne per quattro battute di melodia.
La terza apparizione di Giuffre è in Serenade, una composizione di David Raksin (autore conosciuto per aver scritto il celebre brano, standard di jazz Laura), il brano viene eseguito senza variazioni o interpolazioni e non viene offerta come performance jazz, il motivo perché appaia nell'album lo spiegò lo stesso Lewis: "è solo un brano musicale e a me piace, mi rifiuto di essere limitato da qualsiasi formula".
Due dei brani eseguiti dal solo Quartetto sono pezzi che originariamente Lewis aveva scritto per gruppi più grandi e che poi dovette adattarle per il Quartetto, Sun Dance prese ispirazione dalle danze della tribù indiana Hopi del New Mexico e dalle danze Watussi visti nel film King Solomon's Mines, il brano era stato composto originariamente per un nonetto e fu presentato per la prima volta in un concerto tenuto dalla Modern Jazz Society alla Town Hall di New York, nell'autunno del 1955. Two Degrees East, Three Degrees West  sempre opera di Lewis fu scritto per una data di registrazioni nella West Coast con un quintetto che comprendeva John Lewis e Percy Heath (che provenivano dall'est statunitense) con Bill Perkins, Jim Hall e Chico Hamilton (della West Coast). È un blues, utilizzando la tradizionale struttura a dodici battute con una linea melodica nettamente angolare, nonostante i continui perfezionamenti il Quartetto non snatura l'origine musicale del brano.
Sia "A Morning in Paris" che "God Rest Ye Merry, Gentlemen" sono gli sviluppi attuali dei continui progetti di Lewis. A Morning in Paris  è così intitolato perché la sua struttura di accordi è sostanzialmente la stessa di quella di un'altra composizione di Lewis, An Afternoon in Paris (brano compreso nell'album di Phineas Newborn Jr., Here Is Phineas, Atlantic Records, 1235). È tipico della deliberazione e della pianificazione con cui Lewis lavora che, sebbene abbia scritto questo pezzo un anno intero prima che fosse registrato, è stato composto pensando a questa specifica sessione di registrazione.
God Rest Ye Merry, Gentlemen  è un canto natalizio frutto di intense variazioni e rielaborazioni di Lewis a proposito del quale il pianista affermò di aver pensato a questo pezzo per tutta la vita, paragonando il brano in un passaggio a When Johnny Comes Marching Home.
Da citare l'iniziale brano dell'album, Oh Bess, Oh Where's My Bess che è una selezione dell'opera di George Gershwin Porgy and Bess, che viene ascoltata raramente al di fuori dell'intera opera.
The Man That Got Away è una rarità, un assolo di pianoforte di John Lewis. È stato scritto da Harold Arlen per il cui lavoro Lewis ha un'ammirazione speciale.

## Tracce

### LP
Lato A
1. Oh Bess, Oh Where's My Bess – 4:27 (George Gershwin)
2. A Fugue for Music Inn – 4:42 (John Lewis)
3. Two Degrees East, Three Degrees West – 7:04 (John lewis)
4. Serenade – 2:55 (David Raksin)

Lato B
1. Fun – 5:30 (Jimmy Giuffre)
2. Sun Dance – 4:14 (John Lewis)
3. The Man That Got Away – 3:32 (Ira Gershwin, Harold Arlen)
4. A Morning in Paris – 2:51 (John Lewis)
5. Variation No. 1 on "God Rest Ye Merry, Gentlemen" – 5:00 (John Lewis)

## Formazione
The Modern Jazz Quartet
- Milt Jackson – vibrafono
- John Lewis – piano
- Percy Heath – contrabbasso
- Connie Kay – batteria

Ospite
- Jimmy Giuffre – clarinetto (brani: A Fugue for Music Inn / Serenade / Fun)

Note aggiuntive
- Nesuhi Ertegun – produttore, supervisione
- Tom Dowd – ingegnere delle registrazioni
- Jay Maisel – foto copertina frontale album originale
- Marvin Israel – design copertina album originale
- John S. Wilson – note retrocopertina album originale[3]